# Mickey Lill
 Michael James „Mickey“ Lill (* 3. August 1936 in Barking; † September 2004 in Johannesburg) war ein englischer Fußballspieler. Der Flügelspieler gehörte in der Saison 1958/59 zur Meistermannschaft der Wolverhampton Wanderers und trug zwölf Tore zum Erfolg bei.

## Sportlicher Werdegang
Lill wuchs im Londoner Osten auf und erlernte das Fußballspielen beim heimischen Amateurklub Storey Athletic. Im Jahr 1954 zog es ihn zu den Wolverhampton Wanderers, die kurz zuvor die englische Meisterschaft gewonnen hatten. Auf sein Debüt in der ersten Mannschaft musste er bis zur Saison 1957/58 warten. Beim 2:1 gegen Preston North End gelang ihm am 7. Dezember 1957 auf Anhieb ein Tor, aber es blieb sein einziger Beitrag auf dem Weg zum erneuten Ligatitel der „Wolves“. Im folgenden Jahr verteidigten die Wolves die Meisterschaft und Lill war plötzlich zum Saisonausklang eine feste Größe. Der agile Flügelspieler absolvierte insgesamt 18 Ligapartien (davon die letzten 17 in Serie) und er schoss zwölf Tore. Auch zu Beginn der Spielzeit 1959/60 blieb er Teil der Mannschaft und Lill bestritt mit seinen Mannen die erste Runde des europäischen Landesmeisterwettbewerbs gegen ASK Vorwärts Berlin. Kurz davon wurde er wieder auf die Ersatzbank beordert und im Februar 1960 wechselte er für 25.000 Pfund zum Erstligakonkurrenten FC Everton.
In Evertons Mannschaft, die von Johnny Carey trainiert wurde, debütierte er am 20. Februar 1960 gegen den FC Arsenal (1:2) und eine Woche später bei seinem Heimspieleinstand gegen Preston North End (4:0) gelang ihm der erste Treffer für die „Toffees“. Zu Beginn der Spielzeit 1960/61 schoss er fünf Tore in vier Spielen, aber ein Knorpelschaden setzte ihn danach lange außer Gefecht. Unter Careys Nachfolger Billy Bingham waren seine sportlichen Aussicht nach der Rückkehr gut ein Jahr später schlecht. Da ihm sein Knie weiterhin Probleme bereitete, entschloss er sich, seine Karriere unterhalb der höchsten Spielklasse fortzuführen und er schloss sich dem Juni 1962 dem Zweitligisten Plymouth Argyle an. Bereits im März 1963 zog er weiter zum FC Portsmouth, bei dem er 39 Ligapartien absolvierte und dabei fünf Tore schoss. Im August 1965 wechselte er in die Southern League zu Guildford City, seine dortige Saison war aber von Verletzungen überschattet.
Später wanderte er nach Südafrika aus und dort ließ er auch seine aktive Laufbahn ausklingen. In seiner Wahlheimat verstarb er im Alter von 68 Jahren an einem Krebsleiden.

## Titel/Auszeichnungen
- Englische Meisterschaft (1): 1959
- FA Charity Shield (1): 1959